# Gunnar Andreassen
Gunnar Andreassen (Fredrikstad, 1913. január 5. – 2002. július 23.) norvég labdarúgó-fedezet, edző. 